# Upucerthia validirostris
Upucerthia validirostris là một loài chim trong họ Furnariidae.